# Nine Dead
Pour plus de détails, voir Fiche technique et Distribution.
Nine Dead est un film d'horreur américain de Chris Shadley sorti en 2009.
Le tournage a débuté le 6 juillet 2008 et s'est terminé le 27 juillet 2008. Le film a passé plusieurs mois sans distributeur avant d'être acheté par Fabrication Films et est sorti le 9 mars 2011 en DVD. En France, le DVD est sorti le 1er juin 2011.

## Synopsis
Neuf personnes sont enlevées et enfermées dans une pièce :
1. un jeune délinquant sorti de prison
2. un agent de police
3. un propriétaire de club de striptease et usurier
4. un cambrioleur afro-américain
5. un prêtre
6. une procureure
7. une vieille femme chinoise qui est aussi propriétaire d'une supérette
8. un pédophile tueur
9. un cadre d'assurance-maladie.

Un homme à la tête de ce plan diabolique les a enfermés dans un but précis. En effet, un lien les unit tous et ils doivent le découvrir. Ils ont 90 minutes pour le trouver faute de quoi l'un d'entre eux mourra toutes les 10 minutes. Parviendront-ils à découvrir ce lien avant qu'ils ne meurent tous ?

## Fiche technique
- Titre : Nine Dead
- Réalisation : Chris Shadley
- Scénario : Patrick Wehe Mahoney
- Musique : Danny Lux
- Photographie : Mark Vargo
- Montage : Sean Findley
- Production : Paula Hart et Nick Thurlow
- Société de production : Hartbreak Films et Louisiana Media Productions
- Pays :  États-Unis
- Genre : Drame, horreur, thriller
- Durée : 98 minutes
- Dates de sortie : 
  -  États-Unis : 6 novembre 2009
  -  France : 1er juin 2011

## Distribution
- Melissa Joan Hart (VF : Nathalie Duverne) : Kelley Murphy
- William Lee Scott (VF : Sam Salhi) : Dean Jackson
- John Terry (VF : Jérôme Keen) : le tueur
- James C. Victor (VF : Philippe Siboulet) : Eddie Vigoda
- Chip Bent (VF : Frédéric Popovic) : Sully Fenton
- Marc Macaulay (en) : le Père Michael Francis
- Lucille Soong : Nhung Chan
- Edrick Browne (VF : Emmanuel Gradi) : Léon
- Lawrence Turner (VF : Jacques Albaret) : Coogan
- John Cates (VF : Rémi Caillebot) : Christian Collinsworth
- Daniel Baldwin : le détective Seager
- Andrew Sensenig : Parks
- Emily Hart : York
- Ritchie Montgomery : Vincent Perez
- Rebecca Newman : la stripteaseuse
- Joe Fredo : Wade Greeley